# جايسون جونسون
جايسون جونسون (بالإنجليزية: Jason Johnson)‏ (9 أكتوبر 1990 - ) هو لاعب كرة قدم جامايكي يلعب كمهاجم.

## روابط خارجية
- جايسون جونسون على موقع الدوري الأمريكي (الإنجليزية)
- جايسون جونسون على موقع قاعدة بيانات كرة القدم.إي يو (الإنجليزية)
- جايسون جونسون على موقع ناشيونال فوتبول تيمز (الإنجليزية)
- جايسون جونسون على موقع AS.com (الإسبانية)